# Deliver Us
Deliver Us es el quinto álbum de estudio de la banda de melodic death metal Darkest Hour.
El álbum cuenta con 11 canciones nuevas y fue lanzado el 10 de julio del 2007 bajo el sello de Victory Records.

## Lista de canciones
- 1. Doomsayer (the beginning of the end)
- 2. Sanctuary
- 3. Demon(s)
- 4. An ethernal drain
- 5. A paradox whit flies
- 6. The Light at the Edge of the World
- 7. Stand and Receive Your Judgement
- 8. Tunguska
- 9. Fire in the sky
- 10. Full imperial collapse
- 11. Deliver Us

- Datos: Q5222221